# Santa Clara, Jujuy
Santa Clara är en kommunhuvudort i Argentina.   Den ligger i provinsen Jujuy, i den norra delen av landet, 1 300 km nordväst om huvudstaden Buenos Aires. Santa Clara ligger 573 meter över havet och antalet invånare är 4 883.
Terrängen runt Santa Clara är platt västerut, men österut är den kuperad. Terrängen runt Santa Clara sluttar västerut. Runt Santa Clara är det ganska glesbefolkat, med 28 invånare per kvadratkilometer.. Det finns inga andra samhällen i närheten.
Trakten runt Santa Clara består i huvudsak av gräsmarker.